# NGC 3327
NGC 3327 é uma galáxia espiral (Sb) localizada na direcção da constelação de Leo Minor. Possui uma declinação de +24° 05' 30" e uma ascensão recta de 10 horas, 39 minutos e 57,8 segundos.
A galáxia NGC 3327 foi descoberta em 10 de Abril de 1785 por William Herschel.